# 203省道 (安徽省)
安徽省道203，又称梅四路，是安徽省省道之一。 203省道起于宣城市郎溪县梅渚镇，终于宣城市广德市四合乡，连接皖苏省界与皖浙省界。全长105.6公里。